# Alisa Frejndlich
Alisa Brunowna Frejndlich (ros. Алиса Бруновна Фрейндлих; ur. 8 grudnia 1934 w Leningradzie) – radziecka i rosyjska aktorka teatralna i filmowa, córka aktora Brunona Friejndlicha. W 1981 roku uhonorowana tytułem Ludowy Artysta ZSRR.
W 1957 ukończyła studia aktorskie w Instytucie Teatralnym w Leningradzie i rozpoczęła pracę w Leningradzkim Teatrze Dramatycznym im. B.Komisarżewskiej. Rok później zadebiutowała na dużym ekranie rolą Ziny w filmie Miasto czeka na ogień (reż. Władimir Wengerow)
26 lutego 2022 podpisała list artystów rosyjskich domagający się od władz Federacji Rosyjskiej zaprzestania działań wojennych przeciwko Ukrainie.

## Filmografia
- 1974: Anna i komandor jako Anna
- 1976: Niebieski szczeniak jako Niebieski piesek (głos)
- 1977: Biurowy romans jako Ludmiła Kaługina
- 1978: D’Artagnan i trzej muszkieterowie jako Anna Austriaczka
- 1979:  Stalker jako żona tytułowego bohatera
- 1981:  Agonia jako Anna Wyrubowa

## Nagrody i odznaczenia
- Zasłużony Artysta RFSRR (1965)
- Ludowy Artysta RFSRR (1971)
- Ludowy Artysta ZSRR (1981)

Źródło: